# 白河警察署
白河警察署（しらかわけいさつしょ）は、福島県警察が管轄する警察署の一つである。

## 管轄区域
- 白河市
- 西白河郡矢吹町、西郷村、中島村、泉崎村

## 所在地
- 福島県白河市昭和町226-2

## 交番

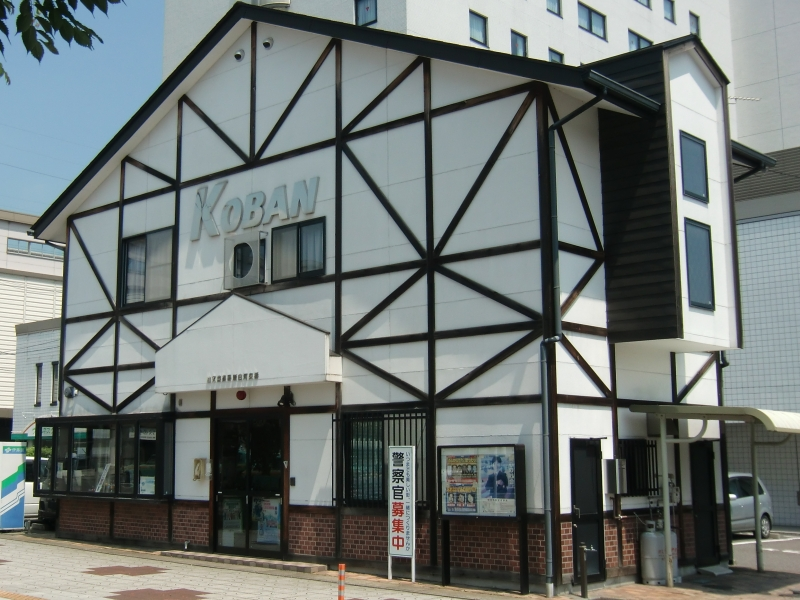
新白河交番

### 白河市
- 駅前交番 - 白河市郭内1-167
- 東部交番 - 白河市旭町1丁目243

### 矢吹町
- 矢吹交番 - 西白河郡矢吹町本町318-1

### 西郷村
- 新白河交番 - 西白河郡西郷村道南東1

## 駐在所

### 白河市
- 表郷駐在所 - 白河市表郷金山竹ノ内75
- 白坂駐在所 - 白河市白坂三輪台276-29
- 大信駐在所 - 白河市大信町屋道目木107
- 東駐在所 - 白河市東釜子殿田表46

### 西郷村
- 甲子高原駐在所 - 西白河郡西郷村真船芝原302-2
- 西郷駐在所 - 西白河郡西郷村熊倉折口原255-4

### 中島村
- 中島駐在所 - 西白河郡中島村滑津中島西18-12

### 泉崎村
- 泉崎駐在所 - 西白河郡泉崎村泉崎雷2-３